# St. Joseph (Tennessee)
St. Joseph (o Saint Joseph) è un comune degli Stati Uniti d'America, situato nello Stato del Tennessee, nella Contea di Lawrence.